# 大廚出馬

《大廚出馬》開場畫面

《大廚出馬系列》（英語：Apprentice Chef Series）是香港電視廣播有限公司拍攝製作的飲食節目系列，第一輯由馬浚偉、林穎彤及陳蔚而主持，第二輯由馬浚偉主持。
本節目系列共分為兩輯：第一輯共分為18集；第二輯共分為15集，其中第一集及最後一集的播映節目分別以《大廚出馬大排筵席》及《大廚出馬皇者爭霸》作為節目名稱。

## 播出時間
本節目系列共分為兩輯：第一輯於2010年1月20日至5月26日（2010年2月24日暫停播映），在翡翠台逢星期三19:00-19:30播出；第二輯於2011年5月14日至9月10日（2011年5月21日、7月16日及9月3日暫停播映），所有播出時間在翡翠台、高清翡翠台及myTV逢星期六播出，大部分集數（第7集及第14集除外）的播出時間為21:30-22:30，第7集及第14集的播出時間為22:00-23:00。
重溫
第一輯節目繼翡翠台逢星期三晚上首播之後，於myTV提供節目重溫（集數上傳後兩個月後會刪除）。
第二輯節目繼翡翠台、高清翡翠台及myTV逢星期六晚上首播之後，於myTV提供節目重溫（集數上傳後要等兩個月內刪除）。

## 節目異處
第一輯節目是飲食節目，於外景拍攝，內容介紹了不同菜式選擇，還有廚師學習烹調菜式。
第二輯節目是烹飪飲食評判節目，於廠景拍攝，內容介紹了不同名廚先於限時內烹飪一道菜式，接着評判員品嚐菜式味道、難度和外觀的品評，然後解答主持人提出各式各樣古靈精怪的烹飪疑難，最後名廚是否進入決賽來爭奪冠軍。

## 每集內容

### 第一輯
| 集數 | 播映日期 | 主題                       |
| 01   | 1月20日  | 名廚獨創沙鍋炒飯           |
| 02   | 1月27日  | 「御廚」秘製「合浦珠還」   |
| 03   | 2月3日   | 蝶影羅衣賀佳偶             |
| 04   | 2月10日  | 暖意洋溢味噌關東煮         |
| 05   | 2月17日  | 戀戀鄉情－圍村盛宴         |
| 06   | 3月3日   | 「意」味深長－傳統意大利菜 |
| 07   | 3月10日  | 歲月留情－懷舊粵菜         |
| 08   | 3月17日  | 有「營」食材新「煮」意     |
| 09   | 3月24日  | 窩心家常菜                 |
| 10   | 3月31日  | 千絲百味                   |
| 11   | 4月7日   | 法式庖丁解牛               |
| 12   | 4月14日  | 廚界神童海鮮宴             |
| 13   | 4月21日  | 非凡家常菜                 |
| 14   | 4月28日  | 傳統名菜創新猷             |
| 15   | 5月5日   | 美食會友「泰」滋味         |
| 16   | 5月12日  | 名廚團隊顯創意             |
| 17   | 5月19日  | 貼心美食真情趣             |
| 18   | 5月26日  | 環球美食會知己             |

### 第二輯
| 集數 | 播映日期 | 主題                                                     |
| 01   | 5月14日  | 大廚出馬大排筵席                                         |
| 02   | 5月28日  | 初賽：胡椒菜式對決／馬仔學刀功                           |
| 03   | 6月4日   | 初賽：牛坑腩菜式對決／馬仔顯炒功                         |
| 04   | 6月11日  | 初賽：豆腐菜式對決／馬仔第三課：全鴿去骨法               |
| 05   | 6月18日  | 初賽：硬殼海鮮菜式對決／馬仔第四課：蒸蛋白               |
| 06   | 6月25日  | 初賽：禽鳥菜式對決／馬仔第五課：兰州牛肉面               |
| 07   | 7月2日   | 初賽：生果菜式對決／馬仔第六課：日式炸工                 |
| 08   | 7月9日   | 初賽：魚菜式對決／馬仔第七課：印度薄餅                   |
| 09   | 7月23日  | 初賽：菇菌菜式對決／馬仔第八課：翻沙芋                   |
| 10   | 7月30日  | 初賽：五花腩菜式對決／馬仔第九課：中式炸工               |
| 11   | 8月6日   | 複賽：粉絲、蛋類菜式對決／馬仔第十課：傳統意大利飯       |
| 12   | 8月13日  | 複賽：酒及貝類、瓜類菜式對決／馬仔第十一課：潮式糖醋伊麵 |
| 13   | 8月20日  | 複賽：飯類、蟹類菜式對決／馬仔第十二課：日本菜           |
| 14   | 8月27日  | 複賽：魷魚、鹹魚菜式對決／馬仔第十三課：小湯包           |
| 15   | 9月10日  | 皇者爭霸                                                 |

## 外部連結
- 無綫電視節目網頁 - 大廚出馬(第一輯)（页面存档备份，存于）
- 無綫電視節目網頁 - 大廚出馬(第二輯)（页面存档备份，存于）

## 電視節目的變遷
| 香港無綫電視翡翠台 星期三 19:00-19:30 時段                                                                    | 香港無綫電視翡翠台 星期三 19:00-19:30 時段             | 香港無綫電視翡翠台 星期三 19:00-19:30 時段                                                                   |
| --- | ------------------------------------------------------ | --- |
| | 大廚出馬 (第一輯) (第1-5集) (2010.01.20 - 2010.02.17)  | |
| 俏柳紅梅繫寶珠 (2010.01.06 - 2010.01.13)                                                                      | 財政預算案論壇 (2010.02.24)(19:00-20:00)               | |
| 香港無綫電視翡翠台 星期三 19:00-19:30 時段                                                                    |                                                        | |
| 財政預算案論壇 (2010.02.24)(19:00-20:00)                                                                      | 大廚出馬 (第一輯) (第6-18集) (2010.03.03 - 2010.05.26) | 世博華人大綜藝 (第1-7集) (2010.06.02 - 2010.07.14)                                                           |
| 香港無綫電視翡翠台、高清翡翠台 星期六 21:30-22:30 時段                                                        |                                                        | |
| 媽媽真的愛您 (2011.05.07)                                                                                     | 大廚出馬 (第二輯) (第1集) (2011.05.14)                 | 萬眾同心公益金 (2011.05.21)(20:30-23:30)                                                                     |
| 香港無綫電視翡翠台、高清翡翠台 星期六 21:30-22:30 時段                                                        |                                                        | |
| 萬眾同心公益金 (2011.05.21)(20:30-23:30)                                                                      | 大廚出馬 (第二輯) (第2-6集) (2011.05.28 - 2011.06.25)  | 魔法擂台 (第13集) (2011.07.02)(20:30-22:00) 大廚出馬 (第二輯) (第7集) (2011.07.02)(22:00-23:00)              |
| 香港無綫電視翡翠台、高清翡翠台 星期六 22:00-23:00 時段                                                        |                                                        | |
| 大廚出馬 (第二輯) (第2-6集) (2011.05.28 - 2011.06.25)(21:30-22:30) 大凶兆 (第4集) (2011.06.25)(22:30-23:00)   | 大廚出馬 (第二輯) (第7集) (2011.07.02)                 | 大廚出馬 (第二輯) (第8集) (2011.07.09)(21:30-22:30) 大凶兆 (第5-10集) (2011.07.09 - 2011.08.13)(22:30-23:00) |
| 香港無綫電視翡翠台、高清翡翠台 星期六 21:30-22:30 時段                                                        |                                                        | |
| 魔法擂台 (第13集) (2011.07.02)(20:30-22:00) 大廚出馬 (第二輯) (第7集) (2011.07.02)(22:00-23:00)               | 大廚出馬 (第二輯) (第8集) (2011.07.09)                 | 2011香港先生選舉 (2011.07.16)(20:30-22:30)                                                                   |
| 香港無綫電視翡翠台、高清翡翠台 星期六 21:30-22:30 時段                                                        |                                                        | |
| 2011香港先生選舉 (2011.07.16)(20:30-22:30)                                                                    | 大廚出馬 (第二輯) (第9-13集) (2011.07.23 - 2011.08.20) | 功夫新星 (第6集) (2011.08.27)(21:00-22:00) 大廚出馬 (第二輯) (第14集) (2011.08.27)(22:00-23:00)              |
| 香港無綫電視翡翠台、高清翡翠台 星期六 22:00-23:00 時段                                                        |                                                        | |
| 大廚出馬 (第二輯) (第9-13集) (2011.07.23 - 2011.08.20)(21:30-22:30) 大凶兆 (第11集) (2011.08.20)(22:30-23:30) | 大廚出馬 (第二輯) (第14集) (2011.08.27)                | 功夫新星 (第7集) (2011.09.03)(21:00-22:30) 分途頻道播映節目 (2011.09.03)(22:30-23:30)                        |
| 香港無綫電視翡翠台、高清翡翠台 星期六 21:30-22:30 時段                                                        |                                                        | |
| 功夫新星 (第7集) (2011.09.03)(21:00-22:30)                                                                    | 大廚出馬 (第二輯) (第15集) (2011.09.10)                | 星光熠熠耀保良 (2011.09.17)(20:30-23:30)                                                                     |